# North Frodingham
North Frodingham – wieś w Anglii, w hrabstwie East Riding of Yorkshire. Leży 25 km na północ od miasta Hull i 273 km na północ od Londynu. W 2001 miejscowość liczyła 712 mieszkańców.